# Pontosz uralkodóinak listája
Ez a lista az Északkelet-Kis-Ázsiában lévő Pontosz uralkodóit tartalmazza.
| Uralkodó neve     | Melléknév                | Uralkodás időszaka      | Görög név                             | Megjegyzés(ek)                             |
| ----------------- | ------------------------ | ----------------------- | ------------------------------------- | ------------------------------------------ |
| I. Mithridatész   | KTISZTÉSZ                | Kr. e. 301 – Kr. e. 266 | Mιθριδάτης Kτίστης                    |                                            |
| Ariobarzanész     | -                        | Kr. e. 266 – Kr. e. 256 | Aριoβαρζάνης                          | I. Mithridatész fia.                       |
| II. Mithridatész  | -                        | Kr. e. 256 – Kr. e. 220 | Mιθριδάτης                            | Ariobarzanész fia.                         |
| III. Mithridatész | -                        | Kr. e. 220 – Kr. e. 185 | Mιθριδάτης                            | II. Mithridatész fia.                      |
| I. Pharnakész     | -                        | Kr. e. 185 – Kr. e. 159 | Φαρνάκης                              | III. Mithridatész fia.                     |
| IV. Mithridatész  | PHILOPATOR PHILADELPHOSZ | Kr. e. 159 – Kr. e. 156 | Mιθριδάτης ὁ Φιλoπάτωρ καὶ Φιλάδελφoς | III. Mithridatész fia.                     |
| V. Mithridatész   | EUERGETÉSZ               | Kr. e. 156 – Kr. e. 121 | Μιθριδάτης ὁ εὐεργέτης                | I. Pharnakész fia.                         |
| VI. Mithridatész  | EUPATÓR DIONÜSZOSZ       | Kr. e. 121 – Kr. e. 63  | Μιθριδάτης ΣΤ΄ Ευπάτωρ Διόνυσος       | V. Mithridatész fia.                       |
| II. Pharnakész    | -                        | Kr. e. 63 – Kr. e. 47   | Φαρνάκης                              | VI. Mithridatész fia.                      |
| Deiotarosz        | -                        | Kr. e. 63 – Kr. e. 40   | -                                     |                                            |
| Dareiosz          | -                        | Kr. e. 39 – Kr. e. 37   | -                                     | II. Pharnakész fia.                        |
| I. Polemón        | PÜTHODOROSZ              | Kr. e. 37 – Kr. e. 8    | Πολέμων Πυθόδωρος                     | II. Pharnakész veje.                       |
| Püthodorasz       | -                        | Kr. e. 8 – Kr. u. 38    | Πυθοδωρίδα vagy Πυθοδωρίς             | I. Polemón egyik felesége.                 |
| II. Polemón       | PÜTHODOROSZ              | Kr. u. 38 – Kr. u. 63   | Μάρκος Αντώνιος Πολέμων Πυθόδωρος     | I. Polemón unokája. Meghalt Kr. u. 74-ben. |

## Külső hivatkozás
- A dinasztia[halott link]